# Bridoré
Bridoré és un municipi francès, situat al departament de l'Indre i Loira i a la regió de Centre – Vall del Loira. L'any 2007 tenia 500 habitants.

## Demografia

### Població
El 2007 la població de fet de Bridoré era de 500 persones. Hi havia 192 famílies, de les quals 52 eren unipersonals (22 homes vivint sols i 30 dones vivint soles), 74 parelles sense fills, 57 parelles amb fills i 9 famílies monoparentals amb fills.
La població ha evolucionat segons el següent gràfic:
Habitants censats

### Habitatges
El 2007 hi havia 232 habitatges, 196 eren l'habitatge principal de la família, 21 eren segones residències i 16 estaven desocupats. 216 eren cases i 15 eren apartaments. Dels 196 habitatges principals, 133 estaven ocupats pels seus propietaris, 60 estaven llogats i ocupats pels llogaters i 3 estaven cedits a títol gratuït; 1 tenia una cambra, 16 en tenien dues, 51 en tenien tres, 58 en tenien quatre i 70 en tenien cinc o més. 163 habitatges disposaven pel capbaix d'una plaça de pàrquing. A 85 habitatges hi havia un automòbil i a 92 n'hi havia dos o més.

### Piràmide de població
La piràmide de població per edats i sexe el 2009 era:
| Homes | Edats   | Dones |
| ----- | ------- | ----- |
| 0     | 95 o +  | 0     |
| 4     | 90 a 94 | 4     |
| 4     | 85 a 89 | 0     |
| 8     | 80 a 84 | 20    |
| 12    | 75 a 79 | 12    |
| 8     | 70 a 74 | 8     |
| 0     | 65 a 69 | 12    |
| 12    | 60 a 64 | 8     |
| 8     | 55 a 59 | 12    |
| 44    | 50 a 54 | 20    |
| 24    | 45 a 49 | 28    |
| 12    | 40 a 44 | 20    |
| 8     | 35 a 39 | 8     |
| 24    | 30 a 34 | 20    |
| 4     | 25 a 29 | 12    |
| 20    | 20 a 24 | 12    |
| 12    | 15 a 19 | 8     |
| 20    | 10 a 14 | 0     |
| 16    | 5 a 9   | 0     |
| 16    | 0 a 4   | 12    |

## Economia
El 2007 la població en edat de treballar era de 312 persones, 224 eren actives i 88 eren inactives. De les 224 persones actives 200 estaven ocupades (111 homes i 89 dones) i 24 estaven aturades (10 homes i 14 dones). De les 88 persones inactives 37 estaven jubilades, 18 estaven estudiant i 33 estaven classificades com a «altres inactius».

### Ingressos
El 2009 a Bridoré hi havia 217 unitats fiscals que integraven 503 persones, la mediana anual d'ingressos fiscals per persona era de 15.505 €.

### Activitats econòmiques
Dels 13 establiments que hi havia el 2007, 2 eren d'empreses de fabricació d'altres productes industrials, 6 d'empreses de construcció, 1 d'una empresa de comerç i reparació d'automòbils, 1 d'una empresa de transport, 2 d'empreses de serveis i 1 d'una empresa classificada com a «altres activitats de serveis».
Dels 6 establiments de servei als particulars que hi havia el 2009, 1 era un guixaire pintor, 4 fusteries i 1 perruqueria.
L'any 2000 a Bridoré hi havia 17 explotacions agrícoles que ocupaven un total de 1.210 hectàrees.

## Equipaments sanitaris i escolars
El 2009 hi havia una escola elemental integrada dins d'un grup escolar amb les comunes properes formant una escola dispersa.

## Poblacions més properes
El següent diagrama mostra les poblacions més properes.